# ラファエル・ペレス
ラファエル・ジェローム・ペレス（Rafael Jerome Pérez, 1982年5月15日 - ）は、ドミニカ共和国・サントドミンゴ出身のプロ野球選手（投手）。左投左打。現在はフリーエージェント。

## 経歴

### プロ入り前
高校時代は、バスケットボールをプレーする傍らで漁船の操縦士として働いていた。

### プロ入り後
2002年1月25日にアマチュアFAとしてクリーブランド・インディアンスと契約。
2006年4月20日のボルチモア・オリオールズ戦でメジャーデビュー。マイナー時代は先発投手だったが、メジャーでは全てリリーフとして登板している。
2009年開幕前の3月に第2回WBCのドミニカ共和国代表に選出された。
2012年11月30日にFAとなった。
2013年2月14日にミネソタ・ツインズと契約。5月17日に解雇された。5月23日にボストン・レッドソックスとマイナー契約を結ぶ。オフの11月5日にFAとなった。
2014年1月18日にテキサス・レンジャーズとマイナー契約を結んだ。4月に解雇された。5月5日にリーガ・メヒカーナ・デ・ベイスボルのベラクルス・レッドイーグルスと契約を結んだ。7月11日に解雇された。7月12日にピッツバーグ・パイレーツとマイナー契約を結んだ。 
2015年2月12日にシアトル・マリナーズとマイナー契約を結んだが、4月9日にリーガ・メヒカーナ・デ・ベイスボルのキンタナロー・タイガースと契約を結んだ。7月3日に解雇された。

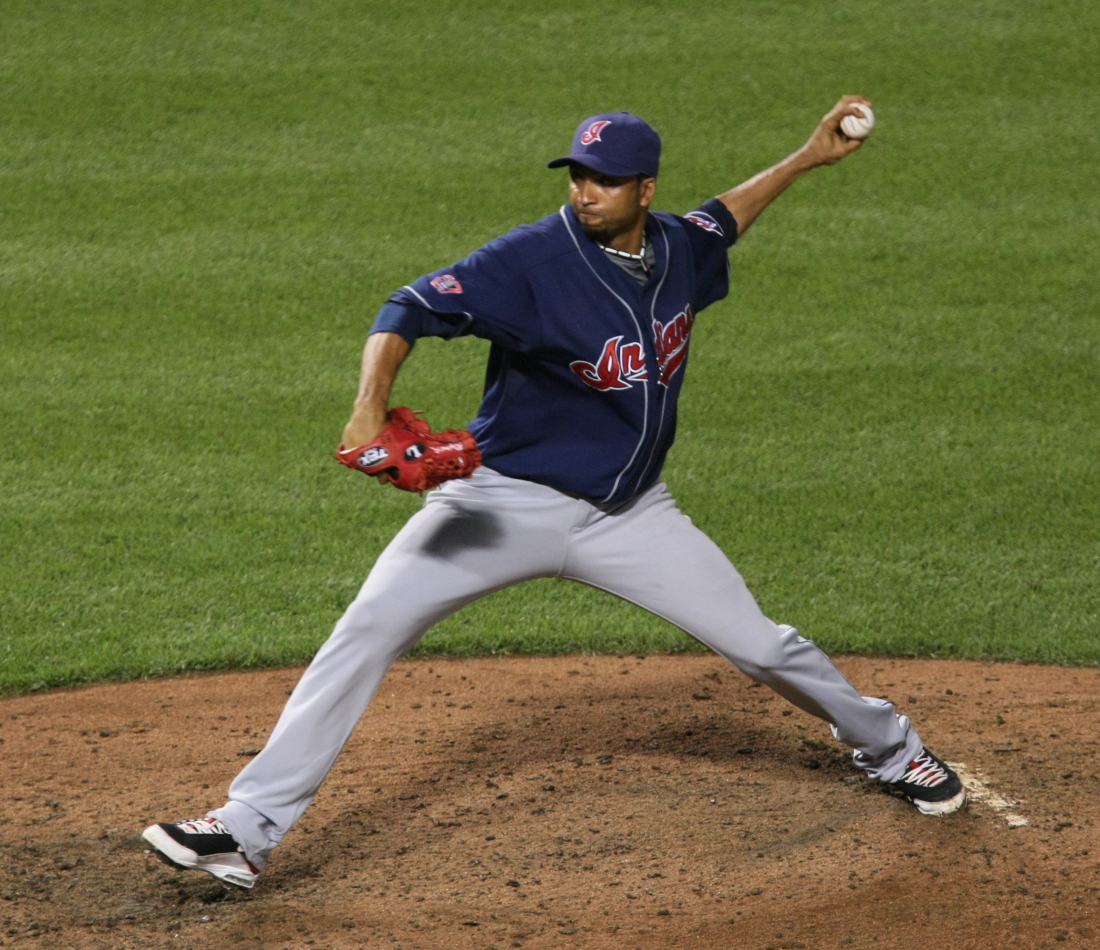
クリーブランド・インディアンス時代
(2009年8月27日)

2015年7月13日にドリュー・ネイラーと共に中日ドラゴンズへの入団会見が行われた。しかし、一軍出場なしに終わり、12月2日に自由契約公示された。
2016年はキンタナロー・タイガースでプレー。
2017年は独立リーグ・アトランティックリーグのロングアイランド・ダックスでプレー。
2018年は所属球団なく、オフにドミニカのウィンターリーグでプレー。

## 選手としての特徴
19歳の時にインディアンスのスカウトに勧められて野球を始め、遅咲きだった。
同じドミニカ共和国出身のカンディド・ヘススと仲が良い。なお、ヘススも2010年に中日に入団していた。
2009年まではクロス気味に足を踏み出すスリークォーターから平均球速90mph（約145km/h）ほどの速球（シンカー）と変化の大きいスライダーで内角を攻め三振を奪う投球スタイルで奪三振率8.89を誇っていた。しかし2009年から制球が乱れて奪三振が減り、2010年からは平均球速88mph（約142km/h）ほどのカッター軌道の速球とスライダー、チェンジアップでゴロを打たせる投球スタイルとなった。
メジャー時代はメディアに「地球最高の救援左腕」と称された時代があった。
インディアンス時代はリリーフとして起用されたが、2014年にリーガ・メヒカーナ・デ・ベイスボルでプレーして以降は先発としての登板が増えている。

## 詳細情報

### 年度別投手成績
| 年 度    | 球 団    | 登 板 | 先 発 | 完 投 | 完 封 | 無 四 球 | 勝 利 | 敗 戦 | セ 丨 ブ | ホ 丨 ル ド | 勝 率 | 打 者 | 投 球 回 | 被 安 打 | 被 本 塁 打 | 与 四 球 | 敬 遠 | 与 死 球 | 奪 三 振 | 暴 投 | ボ 丨 ク | 失 点 | 自 責 点 | 防 御 率 | W H I P |
| -------- | -------- | ----- | ----- | ----- | ----- | -------- | ----- | ----- | -------- | ----------- | ----- | ----- | -------- | -------- | ----------- | -------- | ----- | -------- | -------- | ----- | -------- | ----- | -------- | -------- | ------- |
| 2006     | CLE      | 18    | 0     | 0     | 0     | 0        | 0     | 0     | 0        | 1           | ----  | 56    | 12.1     | 10       | 2           | 6        | 1     | 0        | 15       | 4     | 1        | 6     | 6        | 4.38     | 1.30    |
| 2007     | CLE      | 44    | 0     | 0     | 0     | 0        | 1     | 2     | 1        | 12          | .333  | 256   | 60.2     | 41       | 5           | 15       | 2     | 0        | 62       | 4     | 0        | 15    | 12       | 1.78     | 0.92    |
| 2008     | CLE      | 73    | 0     | 0     | 0     | 0        | 4     | 4     | 2        | 25          | .500  | 313   | 76.1     | 67       | 8           | 23       | 3     | 2        | 86       | 3     | 0        | 32    | 30       | 3.54     | 1.18    |
| 2009     | CLE      | 54    | 0     | 0     | 0     | 0        | 4     | 3     | 0        | 6           | .571  | 230   | 48.0     | 66       | 5           | 25       | 6     | 2        | 32       | 1     | 2        | 41    | 39       | 7.31     | 1.90    |
| 2010     | CLE      | 70    | 0     | 0     | 0     | 0        | 6     | 1     | 0        | 13          | .857  | 272   | 61.0     | 72       | 3           | 25       | 4     | 0        | 36       | 6     | 0        | 23    | 22       | 3.25     | 1.59    |
| 2011     | CLE      | 71    | 0     | 0     | 0     | 0        | 5     | 2     | 0        | 12          | .714  | 257   | 63.0     | 59       | 2           | 19       | 0     | 0        | 33       | 3     | 1        | 27    | 21       | 3.00     | 1.24    |
| 2012     | CLE      | 8     | 0     | 0     | 0     | 0        | 1     | 0     | 0        | 0           | 1.000 | 31    | 7.2      | 5        | 1           | 4        | 1     | 0        | 4        | 0     | 1        | 3     | 3        | 3.52     | 1.17    |
| MLB：7年 | MLB：7年 | 338   | 0     | 0     | 0     | 0        | 21    | 12    | 3        | 69          | .636  | 1395  | 329.0    | 320      | 26          | 117      | 17    | 4        | 268      | 21    | 5        | 147   | 133      | 3.64     | 1.33    |

### NPB記録
- 一軍公式戦出場なし

### 背番号
- 53  (2006年 - 2012年)
- 49  (2015年途中 - 同年終了)

### 代表歴
- 2009 ワールド・ベースボール・クラシック・ドミニカ共和国代表